# هایکوری (پنسیلوانیا)
هایکوری (به انگلیسی: Hickory) یک منطقهٔ مسکونی در ایالات متحده آمریکا است که در شهرستان واشینگتن، پنسیلوانیا واقع شده‌است. هایکوری ۷۴۰ نفر جمعیت دارد.